# Cristaserolis plana
Cristaserolis plana är en kräftdjursart som först beskrevs av James Dwight Dana 1853.  Cristaserolis plana ingår i släktet Cristaserolis och familjen Serolidae. Inga underarter finns listade i Catalogue of Life.